# Twist tie

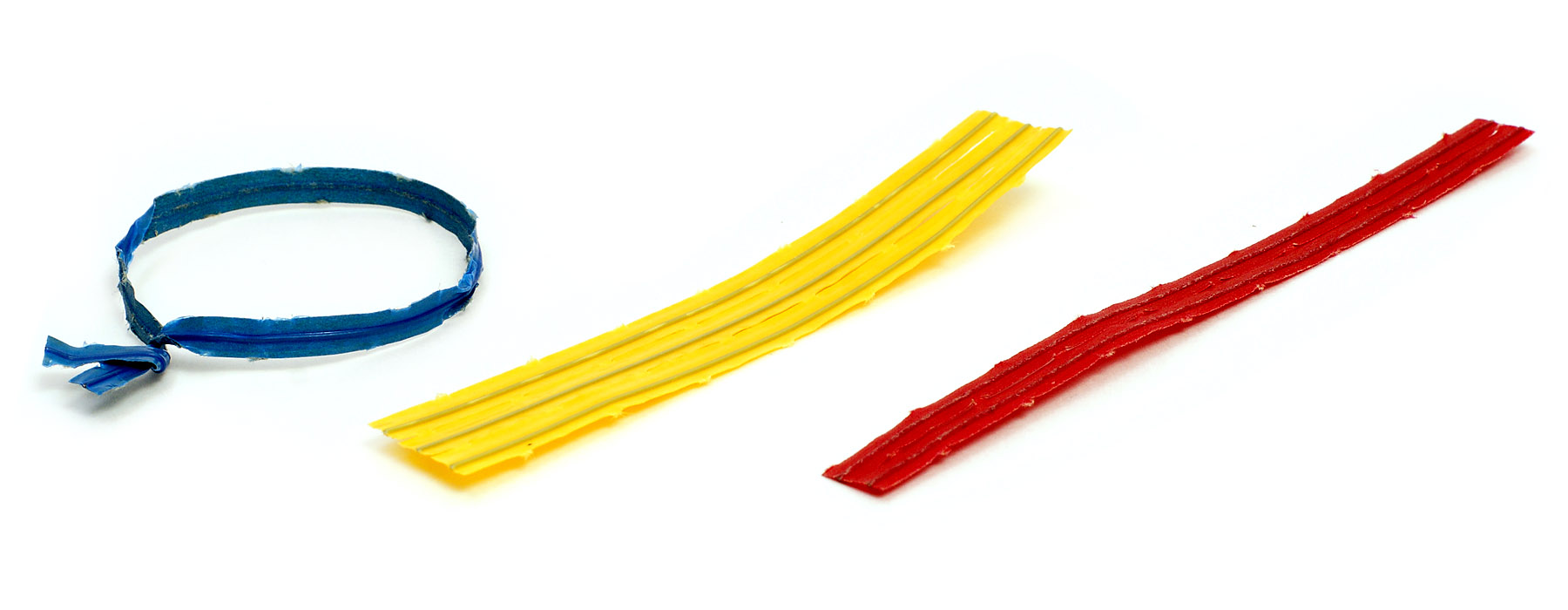
"Twist tie" i olika färger

En twist tie (engelska) är en ståltråd som är innesluten i ett tunt band av papper eller plast och används för att försluta öppningar på påsar, såsom skräppåsar eller brödpåsar.  En twist tie används genom att man lindar den runt föremålet som skall fästas och därefter lindar samman ändarna (därav namnet).  De ingår ofta i förpackningar med plastpåsar eller skräppåsar och även i färdigskurna längder, på stora rullar eller i perforerade ark som kallas "gangs" på engelska.